# Gabriele Baraldi
Gabriele Federico Baraldi (Busto Arsizio, 5 marzo 1969) è un ex calciatore e allenatore di calcio italiano, di ruolo difensore.

## Carriera
Dopo aver militato nell'Inter ad inizio carriera, ha disputato 90 partite in Serie B con la maglia della Lucchese dal 1990 al 1996. In seguito ha giocato in Serie C1 nel Como e nel Pisa; ha poi collezionato altre 2 presenze in cadetteria con l'Ancona nel 2001-2002, prima di tornare alla Lucchese per un'ultima stagione.
Fra i professionisti conta anche 195 presenze ed 11 reti in Serie C1.
Da allenatore ha guidato gli Allievi della Lucchese; in seguito ha allenato il Forcoli nella Serie D 2008-2009.

## Palmarès

### Club

#### Competizioni nazionali
- Coppa Italia Serie C: 2

Como: 1996-1997
Pisa: 1999-2000
- Campionato italiano: 1

Inter: 1988-1989